# Magnus Buhlert

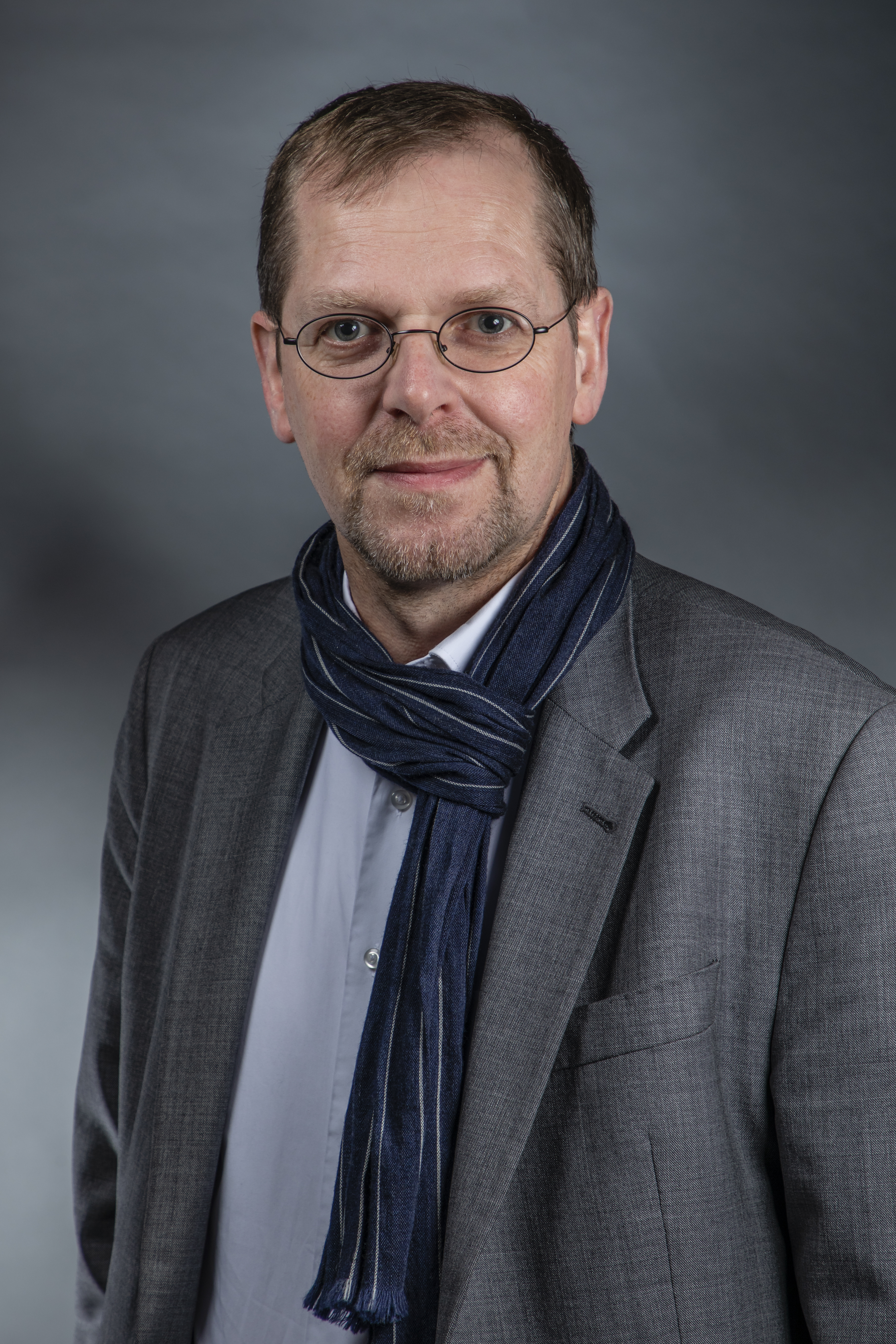
Magnus Buhlert 2019

Magnus Buhlert (* 13. Januar 1967 in Bremen) ist ein deutscher Politiker (FDP). Er war von 1992 bis 1995, von 2007 bis 2011 und von 2015 bis 2023 Mitglied der Bremischen Bürgerschaft.

## Biografie

### Ausbildung und Beruf

#### Schule und Studium
1986 legte er sein Abitur in der gymnasialen Abteilung des Schulzentrums Delfter Straße in Bremen - Huchting ab. Anschließend absolvierte er seinen Zivildienst im Rettungsdienst des Deutschen Roten Kreuzes. Von 1987 bis 1994 studierte er an der Universität Bremen im Bereich Produktionstechnik und schloss als Diplom-Ingenieur ab. Von 1996 bis 1997 erwarb er an der Hochschule Bremen das Certificate in Management Leeds Metropolitan University.
2000 promovierte er zum Dr.-Ing. im Fachbereich Produktionstechnik der Universität Bremen und 2005 zum Dr. rer. nat. im Bereich der Chemischen Synergetik an der Universität Bremen.
Buhlert ist verheiratet und hat zwei Kinder.

#### Beruf
Bis Ende 1999 war er als wissenschaftlicher Mitarbeiter tätig. Von 2004 bis 2007 arbeitete er als Pressesprecher im Niedersächsischen Umweltministerium, das bis 2012 unter der Führung von Hans-Heinrich Sander (FDP) stand. Seit Juni 2011 ist er dort wieder tätig, seit 2015 als Ministerialrat und Referatsleiter. Seit 2020 ist er zuständig für Erneuerbare Energien, Nachhaltige Mobilität, Energieeffizienz und Speicher.

#### Lehrbeauftragter
Er war mit kurzen Unterbrechungen von 2000 bis 2015 Lehrbeauftragter an der Hochschule Bremen. An der Fakultät für Natur und Technik unterrichtete er Mathematik, Werkstoffkunde sowie Produktions- und Prozesstechnologie (Fertigungstechnik); in der Fakultät für Elektrotechnik und Informatik unterrichtete er Mathematik.

### Politik

#### Partei
Buhlert ist seit 1984 Mitglied der FDP. Er ist seit 1986 Mitglied im FDP-Kreisvorstand Bremen Links der Weser. Er war von Oktober 1987 bis April 1992 Mitglied im Stadtteilbeirat Bremen-Huchting. Von 1988 bis 1991 und 1995 bis 1996 war er Landesvorsitzender der Jungen Liberalen Bremen und von Juli 1990 bis April 1993 stellvertretender Bundesvorsitzender der Jungen Liberalen. Von 1992 bis 2000 und 2010 bis 2020 war er Kreisvorsitzender der FDP Bremen Links der Weser. Von 1988 bis 2000 und 2002 bis 2020 war er Mitglied im Landesvorstand der Bremer FDP. Von 1995 bis 1999, von 2003 bis 2010 und von 2011 bis 2020 war er stellvertretender Landesvorsitzender der FDP Bremen.

#### Bremische Bürgerschaft
Von April 1992 bis Juni 1995 war Buhlert Mitglied der Bremischen Bürgerschaft. Im Mai 2007 erreichte er als Spitzenkandidat der FDP den Wiedereinzug in die Bremische Bürgerschaft und gehörte in der 17. Wahlperiode von 2007 bis 2011 wieder der Bürgerschaft an. Er war von 2007 bis 2010 Mitglied im Vorstand der Bremischen Bürgerschaft. Er war Sprecher der FDP in der Bürgerschaft für Bildung, Jugend, Soziales, Umwelt, Integration, Haushalt und Finanzen. Er war in der 17. Wahlperiode vertreten im Haushalts- und Finanzausschuss, im Rechnungsprüfungsausschuss, im Petitionsausschuss, in der Deputation für Bildung, im Jugendhilfeausschuss sowie in der Deputation für Umwelt und Energie. Im Mai 2015 gelang der FDP der Wiedereinzug in die Bremische Bürgerschaft. Buhlert wurde erneut ins Landesparlament gewählt und stellvertretender Vorsitzender der Fraktion der Freien Demokraten in der Bremischen Bürgerschaft. 2015 wurde er Mitglied (Schriftführer) im Vorstand der Bürgerschaft. Er gehörte dem Verfassungs- und Geschäftsordnungsausschuss, dem Ausschuss für Wissenschaft, Medien, Datenschutz und Informationsfreiheit sowie der Deputation für Gesundheit und Verbraucherschutz und der Deputation für Soziales, Jugend und Integration an. Bei der Bürgerschaftswahl in Bremen 2023 kandidierte er nicht erneut.

### Weitere Mitgliedschaften
- Buhlert ist ehrenamtlicher Vorsitzender der Gemeindevertretung der St. Georgs-Gemeinde in Bremen-Huchting.
- Ehrenamtlich Vorsitzender von Autismus Bremen e.V.
- Ehrenamtlich Mitglied im Aufsichtsrat des Martinsclub Bremen e.V.
- Mitglied in der Deutschen Verwaltungsgewerkschaft (DVG), im Verein Park links der Weser, sowie Alumni der Universität Bremen e.V.